# بوريس سيرولنيك
بوريس سيرولنيك (26 يوليو 1937، بوردو) (بالفرنسية: Boris Cyrulnik)‏ هو طبيب نفسي فرنسي.
درس الطب في جامعة باريس. كتب العديد من كتب العلوم الشعبية في علم النفس. وهو معروف في فرنسا بتطويره وشرحه مفهوم المرونة النفسية وتقديمها للجمهور.
وهو أستاذ بجامعة تولون وحاصل على جائزة رينودو الأدبية سنة 2008.

## روابط خارجية
- بوريس سيرولنيك على موقع IMDb (الإنجليزية)